# Said Martínez
Héctor Said Martínez Sorto (* 7. srpna 1991 Tocoa) je honduraský fotbalový rozhodčí, který je od roku 2017 mezinárodním rozhodčím FIFA. Je také jedním z rozhodčích Liga Nacional de Fútbol de Honduras.

## Život
Said Martínez se narodil v Tocoe 7. srpna 1991. Ve věku deseti let začal snít o tom, že se po vzoru svého otce stane fotbalovým rozhodčím. Byl nejmladším rozhodčím, který v pouhých 18 letech debutoval ve fotbalových zápasech v Liga Nacional de Fútbol Profesional de Honduras.
Později se rozhodl kvůli kariérnímu postupu přesunout do Tegucigalpy. Vstoupil na Národní pedagogickou univerzitu Francisca Morazána, kde se za pár let stal profesionálním matematikem.

### Kariéra rozhodčího
Martínez se v roce 2017 stal mezinárodním rozhodčím FIFA a CONCACAF. Zúčastnil se Zlatého poháru CONCACAF 2019 ve Spojených státech, Kostarice a Jamajce, Mistrovství CONCACAF do 20 let a Mistrovství světa ve fotbale do 20 let 2019 v Polsku.
Martínez se účastnil Zlatého poháru CONCACAF 2021 a soudcoval finále mezi Spojenými státy a Mexikem.